# Senokos, Dobrici
Senokos (în bulgară Сенокос, în română Ceairlighiol) este un sat situat în partea de nord-est a Bulgariei în Regiunea Dobrici, Dobrogea de Sud. Aparține administrativ de comuna Balcic. La recensământul din 2001 avea o populație de 696 locuitori.
Între anii 1913-1940 a făcut parte din plasa Balcic a județului Caliacra, România. Majoritatea locuitorilor erau români.

## Demografie
Componența etnică a satului Senokos
     Turci (13,28%)
     Bulgari (58,28%)
     Romi (25,31%)
     Nicio identificare (0,93%)
     Altele (2,18%)
La recensământul din 2011, populația satului Senokos era de 640 locuitori. Din punct de vedere etnic, majoritatea locuitorilor (58,28%) erau bulgari, existând și minorități de romi (25,31%) și turci (13,28%). Pentru 0,93% din locuitori nu este cunoscută apartenența etnică.